# ロナルド・デフェオ・ジュニア

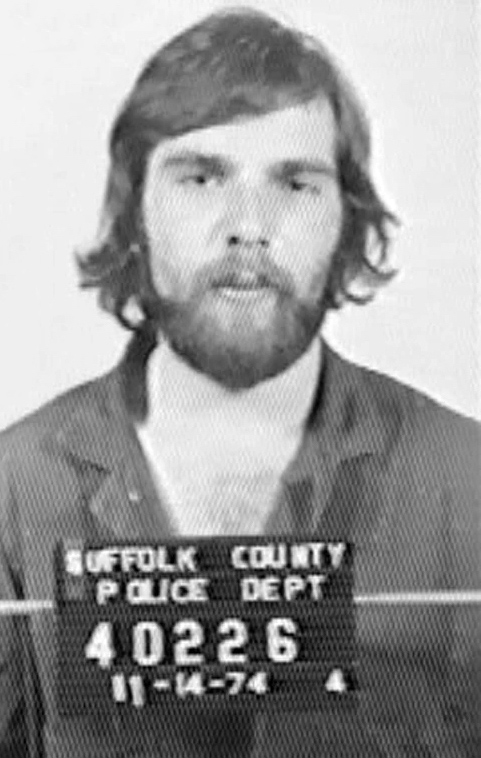
逮捕時（1974年11月撮影）

ロナルド"ブッチ"・デフェオ・ジュニア（Ronald Joseph "Butch" DeFeo Jr.、1951年9月26日 - 2021年3月12日）は、アメリカ合衆国の殺人犯。『悪魔の棲む家』のモデルとなった「デフェオ一家殺害事件」の犯人。

## 事件
1974年11月13日午後6時30分頃、ニューヨーク州アミティヴィルの自宅（オーシャン・アベニュー112番地）で、両親と4人の弟妹全員を35口径のレバー式マーリン・ライフルで射殺した。
1975年の裁判で、彼は「頭の中にいる何者かの声に『殺せ』とせき立てられていた」と主張したが、終身刑の判決を受けた。ニューヨーク州ビークマン（Beekman）にあるグリーン・ハーベン終身刑務所（Green Haven Correctional Facility）で服役していた。
2021年2月2日にアルバニー医療センターに移送され何らかの治療を受けていたが、2021年3月12日に死亡した。これにより、デフェオ一家は殺人犯を含めて、全員死亡となった。

## 犠牲者
- 父：ロナルド・デフェオ・シニア（44歳）
- 母：ルイーズ・デフェオ（42歳）
- 長女：ドーン・デフェオ（18歳）
- 次女：アリソン・デフェオ（13歳）
- 次男：マーク・デフェオ（12歳）
- 三男：ジョン・デフェオ（9歳）

事件現場となったオーシャン・アベニュー112番地（1973年）

※ドーン以外全員が2階寝室で、ドーンが3階寝室で射殺された。

## 備考
1977年にジェイ・アンソンがラッツ一家の恐怖体験を基に書いた小説「アミティヴィル・ホラー（The Amityville Horror）」（映画『悪魔の棲む家』の原作）は、内容にかなりの嘘があることが指摘されている（悪魔の棲む家#『アミティヴィルの恐怖』も参照）が、実はラッツ夫妻に“家に棲みつく悪魔の仕業”にして、体験談を出版することで多額の収入を得ることが出来ると持ちかけたのは、ロナルドの弁護を担当した弁護士であった。